# Martha Genenger
Martha Genenger, född 11 november 1911 i Krefeld, död 1 augusti 1995 i Moers, var en tysk simmare.
Genenger blev olympisk silvermedaljör på 200 meter bröstsim vid sommarspelen 1936 i Berlin.